# 哈利·華倫
哈利·華倫（Harry Warren，1893年12月24日—1981年9月22日），本名為Salvatore Antonio Guaragna，義大利裔美國人，出生於紐約市布魯克林，是作曲家與作詞家。